# PAGON
PAGON sta per Progressive Architects Group Oslo Norway (Gruppo degli Architetti Progressisti di Oslo Norvegia).
Era il ramo norvegese dei CIAM (Congressi Internazionali di Architettura Moderna). Fu fondato su sollecitazione di Sigfried Giedion nel 1950. 
I membri fondatori erano: gli architetti norvegesi Arne Korsmo, Christian Norberg-Schulz, Sverre Fehn, Peter Andreas Munch Mellbye, Geir Grung, Odd Østbye, Håkon Mjelva, Robert Esdaile e l'architetto danese Jørn Utzon. 
Il loro intento era progettare un'architettura fondata sui principi del Movimento Moderno, ma espressa con i materiali ed il linguaggio della loro regione e del loro tempo. Il gruppo sarà attivo fino al 1956.
| Controllo di autorità | VIAF (EN) 222509861 |